# Elecciones provinciales de Mendoza de 1987
Las elecciones generales de la provincia de Mendoza de 1987 tuvieron lugar el domingo 6 de septiembre del mencionado año, al mismo tiempo que las elecciones legislativas a nivel nacional. Se realizaron con el objetivo de renovar los cargos de Gobernador y Vicegobernador, 24 de los 48 escaños de la Cámara de Diputados, y 19 de los 38 escaños del Senado Provincial, componiendo los poderes ejecutivo y legislativo de la provincia para el período 1987-1991. Al mismo tiempo se renovaron las intendencias de varios municipios y sus Concejos Deliberantes. Serían las segundas elecciones provinciales mendocinas desde la restauración de la democracia, y las decimoctavas desde la instauración del sufragio secreto. También fue la primera elección tras la abolición del sistema de Colegio Electoral, por lo que la fórmula más votada sería automáticamente electa.
En consonancia con la victoria nacional del opositor Partido Justicialista (PJ) en las elecciones legislativas de medio término y casi todas las provinciales, su candidato a gobernador, José Octavio Bordón, obtuvo un holgado triunfo con el 46.65% de los votos contra el 36.95% de Raúl Baglini, de la oficialista Unión Cívica Radical (UCR). El Partido Demócrata (PD) se ubicó en tercer lugar con el 13.71%, sin que ninguno de los demás candidatos superara el 2% de los votos. Con respecto a la renovación legislativa, en la Cámara de Diputados el PJ logró 12 de las 24 bancas en disputa, contra 9 de la UCR y 3 del PD. Sin embargo, la UCR conservó la mayoría simple con 23 escaños contra 18 del PJ y 7 del PD. En el Senado Provincial, el peronismo obtuvo 10 de los 19 escaños elegibles contra 8 del radicalismo y 1 de los demócratas, pero la UCR conservó la mayoría absoluta senatorial con 21 de las 38 bancas contra 14 del PJ y 3 del PD. La participación fue del 87.23% del electorado registrado.
Los cargos electos asumieron el 10 de diciembre de 1987.

## Renovación legislativa
| Sección Electoral | Cámara de Diputados | Cámara de Diputados | Cámara de Senadores | Cámara de Senadores |
| Sección Electoral | Diputados           | A renovar           | Senadores           | A renovar           |
| ----------------- | ------------------- | ------------------- | ------------------- | ------------------- |
| 1                 | 16                  | 8                   | 12                  | 6                   |
| 2                 | 12                  | 6                   | 10                  | 5                   |
| 3                 | 10                  | 5                   | 8                   | 4                   |
| 4                 | 10                  | 5                   | 8                   | 4                   |
| Total             | 48                  | 24                  | 38                  | 19                  |

## Resultados

### Consulta Popular
Consulta popular para aprobar una reforma total a la constitución provincial. En principio fue aprobada y las elecciones de convencionales constituyentes se realizaron en 1989. Pero según un sentencia de la Corte Suprema de Mendoza la consulta no fue aprobada ya que el "Sí" no obtuvo más del 50% sobre los electores registrados, dejando sin efecto las elecciones de convencionales constituyentes.
| Opción                     | Votos   | % (Sobre votos positivos) | % (Sobre electores registrados) |
| -------------------------- | ------- | ------------------------- | ------------------------------- |
| Sí                         | 397.702 | 77,26                     | 49,48                           |
| No                         | 117.054 | 22,74                     | 14,56                           |
| Votos positivos            | 514.756 | 70,59                     | 64,04                           |
| Votos en blanco y anulados | 214.479 | 29,41                     | 26,68                           |
| Participación              | 729.235 | 90,72                     | 90,72                           |
| Electores registrados      | 803.840 | 100                       | 100                             |
| Fuente:                    |         |                           |                                 |

### Gobernador y vicegobernador
| Fórmula               | Fórmula               | Partido               | Partido                                  | Votos   | %     |
| Gobernador            | Vicegobernador        | Partido               | Partido                                  | Votos   | %     |
| --------------------- | --------------------- | --------------------- | ---------------------------------------- | ------- | ----- |
| José Octavio Bordón   | Arturo Lafalla        |                       | Partido Justicialista                    | 318.661 | 46,65 |
| Raúl Baglini          | Hugo Lanci            |                       | Unión Cívica Radical                     | 252.427 | 36,95 |
| Alberto González      | Gustavo Gutiérrez     |                       | Partido Demócrata                        | 93.663  | 13,71 |
|                       |                       |                       | Frente Amplio Mendocino de la Liberación | 4.827   | 0,71  |
|                       |                       |                       | Partido de la Autonomía y la Soberanía   | 3.375   | 0,49  |
|                       |                       |                       | Unión del Centro Democrático             | 3.186   | 0,47  |
|                       |                       |                       | Movimiento de Integración y Desarrollo   | 2.881   | 0,42  |
|                       |                       |                       | Partido Socialista Popular               | 1.723   | 0,25  |
|                       |                       |                       | Movimiento al Socialismo                 | 1.641   | 0,24  |
|                       |                       |                       | Movimiento Patriótico de Liberación      | 757     | 0,11  |
| Votos positivos       | Votos positivos       | Votos positivos       | Votos positivos                          | 683.141 | 97,43 |
| Votos en blanco       | Votos en blanco       | Votos en blanco       | Votos en blanco                          | 15.011  | 2,14  |
| Votos nulos           | Votos nulos           | Votos nulos           | Votos nulos                              | 3.022   | 0,43  |
| Participación         | Participación         | Participación         | Participación                            | 701.174 | 87,23 |
| Electores registrados | Electores registrados | Electores registrados | Electores registrados                    | 803.840 | 100   |
| Fuente:               |                       |                       |                                          |         |       |

### Cámara de Diputados

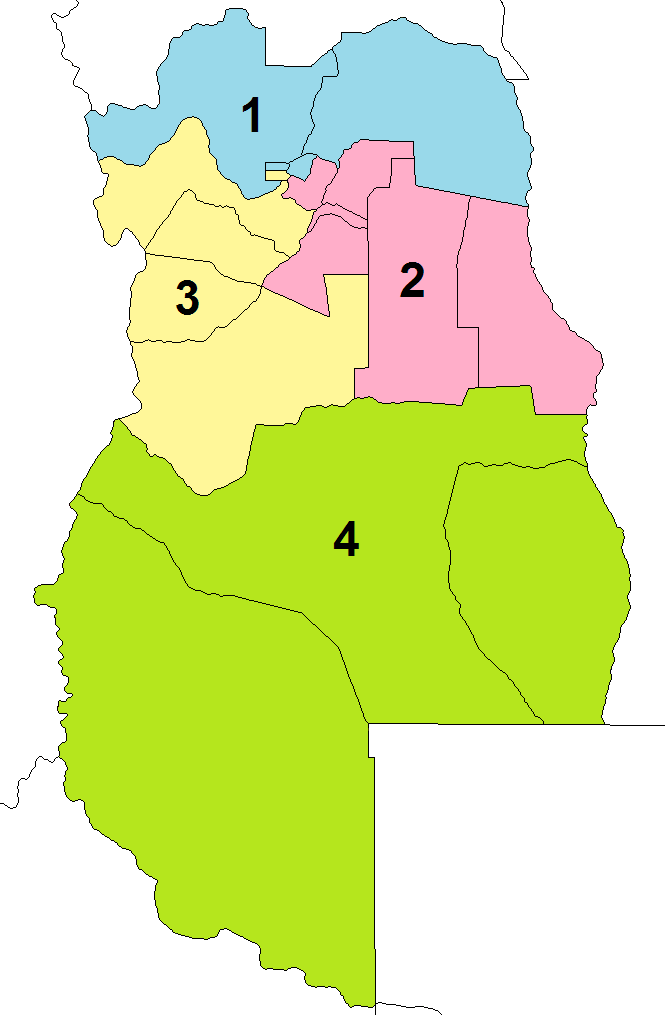
Secciones electorales de Mendoza:
1ª Sección
2ª Sección
3ª Sección
4ª Sección

| ← 1985 · Cámara de Diputados · 1989 → | ← 1985 · Cámara de Diputados · 1989 →    | ← 1985 · Cámara de Diputados · 1989 → | ← 1985 · Cámara de Diputados · 1989 → | ← 1985 · Cámara de Diputados · 1989 → | ← 1985 · Cámara de Diputados · 1989 → | ← 1985 · Cámara de Diputados · 1989 → | ← 1985 · Cámara de Diputados · 1989 → |
| Partido                               | Partido                                  | Votos                                 | %                                     | Bancas                                | Bancas                                | Bancas                                | Bancas                                |
| Partido                               | Partido                                  | Votos                                 | %                                     | Obtenidas                             | +/-                                   | Totales                               | +/-                                   |
| ------------------------------------- | ---------------------------------------- | ------------------------------------- | ------------------------------------- | ------------------------------------- | ------------------------------------- | ------------------------------------- | ------------------------------------- |
|                                       | Partido Justicialista                    | 308.400                               | 45,46                                 | 12/24                                 | 6                                     | 18/48                                 | 3                                     |
|                                       | Unión Cívica Radical                     | 243.118                               | 35,83                                 | 9/24                                  | 5                                     | 23/48                                 | 3                                     |
|                                       | Partido Demócrata                        | 103.880                               | 15,31                                 | 3/24                                  | 1                                     | 7/48                                  | Sin cambios                           |
|                                       | Frente Amplio Mendocino de la Liberación | 5.927                                 | 0,87                                  |                                       |                                       |                                       |                                       |
|                                       | Unión del Centro Democrático             | 4.755                                 | 0,70                                  |                                       |                                       |                                       |                                       |
|                                       | Partido de la Autonomía y la Soberanía   | 4.424                                 | 0,65                                  |                                       |                                       |                                       |                                       |
|                                       | Movimiento de Integración y Desarrollo   | 3.643                                 | 0,54                                  |                                       |                                       |                                       |                                       |
|                                       | Movimiento al Socialismo                 | 1.851                                 | 0,27                                  |                                       |                                       |                                       |                                       |
|                                       | Partido Socialista Popular               | 1.673                                 | 0,25                                  |                                       |                                       |                                       |                                       |
|                                       | Movimiento Patriótico de Liberación      | 799                                   | 0,12                                  |                                       |                                       |                                       |                                       |
| Votos positivos                       | Votos positivos                          | 678.470                               | 96,76                                 |                                       |                                       |                                       |                                       |
| Votos en blanco                       | Votos en blanco                          | 19.961                                | 2,85                                  |                                       |                                       |                                       |                                       |
| Votos nulos                           | Votos nulos                              | 2.743                                 | 0,39                                  |                                       |                                       |                                       |                                       |
| Participación                         | Participación                            | 701.174                               | 87,23                                 |                                       |                                       |                                       |                                       |
| Electores registrados                 | Electores registrados                    | 803.840                               | 100                                   |                                       |                                       |                                       |                                       |
| Fuentes:                              |                                          |                                       |                                       |                                       |                                       |                                       |                                       |

#### Electos
| Sección Electoral | Diputado                  | Partido | Partido               |
| ----------------- | ------------------------- | ------- | --------------------- |
| 1ª                | Rodolfo Gabrielli         |         | Partido Justicialista |
| 1ª                | Valentín Francisco Ugarte |         | Partido Justicialista |
| 1ª                | Roberto José González     |         | Partido Justicialista |
| 1ª                | José Tescari              |         | Partido Justicialista |
| 1ª                | Luis Gustavo Borsani      |         | Unión Cívica Radical  |
| 1ª                | Carlos Rigoberto Le Donne |         | Unión Cívica Radical  |
| 1ª                | Pedro Desiderio Zeballos  |         | Unión Cívica Radical  |
| 1ª                | Carlos Balter             |         | Partido Demócrata     |
| 2ª                | Roque Antonio Giménez     |         | Partido Justicialista |
| 2ª                | Eduardo Antonio Córdoba   |         | Partido Justicialista |
| 2ª                | Alfredo Luis Maron        |         | Partido Justicialista |
| 2ª                | Jorge Aldo Naranjo        |         | Unión Cívica Radical  |
| 2ª                | Carlos Eugenio Felici     |         | Unión Cívica Radical  |
| 2ª                | Carlos von der Heyde      |         | Partido Demócrata     |
| 3ª                | Antonio Mario Cócolo      |         | Partido Justicialista |
| 3ª                | Alberto Ricardo Pont      |         | Partido Justicialista |
| 3ª                | Francisco Miguel Rizzo    |         | Partido Justicialista |
| 3ª                | Mario Humberto de Casas   |         | Unión Cívica Radical  |
| 3ª                | Roberto Segundo Tuninetti |         | Unión Cívica Radical  |
| 4ª                | María Inés Valencia       |         | Partido Justicialista |
| 4ª                | Oscar Humberto Ponce      |         | Partido Justicialista |
| 4ª                | Juan Carlos Giordano      |         | Unión Cívica Radical  |
| 4ª                | Luciano Pagano            |         | Unión Cívica Radical  |
| 4ª                | Gino Casteller            |         | Partido Demócrata     |

### Cámara de Senadores
| ← 1985 · Cámara de Senadores · 1989 → | ← 1985 · Cámara de Senadores · 1989 →    | ← 1985 · Cámara de Senadores · 1989 → | ← 1985 · Cámara de Senadores · 1989 → | ← 1985 · Cámara de Senadores · 1989 → | ← 1985 · Cámara de Senadores · 1989 → | ← 1985 · Cámara de Senadores · 1989 → | ← 1985 · Cámara de Senadores · 1989 → |
| Partido                               | Partido                                  | Votos                                 | %                                     | Bancas                                | Bancas                                | Bancas                                | Bancas                                |
| Partido                               | Partido                                  | Votos                                 | %                                     | Bancas obtenidas                      | +/-                                   | Bancas totales                        | +/-                                   |
| ------------------------------------- | ---------------------------------------- | ------------------------------------- | ------------------------------------- | ------------------------------------- | ------------------------------------- | ------------------------------------- | ------------------------------------- |
|                                       | Partido Justicialista                    | 308.606                               | 45,48                                 | 10/19                                 | 6                                     | 14/38                                 | 2                                     |
|                                       | Unión Cívica Radical                     | 243.731                               | 35,92                                 | 8/19                                  | 5                                     | 21/38                                 | 1                                     |
|                                       | Partido Demócrata                        | 103.788                               | 15,30                                 | 1/19                                  | 1                                     | 3/38                                  | 1                                     |
|                                       | Frente Amplio Mendocino de la Liberación | 5.891                                 | 0,87                                  |                                       |                                       |                                       |                                       |
|                                       | Unión del Centro Democrático             | 4.717                                 | 0,70                                  |                                       |                                       |                                       |                                       |
|                                       | Partido de la Autonomía y la Soberanía   | 4.048                                 | 0,60                                  |                                       |                                       |                                       |                                       |
|                                       | Movimiento de Integración y Desarrollo   | 3.491                                 | 0,51                                  |                                       |                                       |                                       |                                       |
|                                       | Movimiento al Socialismo                 | 1.824                                 | 0,27                                  |                                       |                                       |                                       |                                       |
|                                       | Partido Socialista Popular               | 1.651                                 | 0,24                                  |                                       |                                       |                                       |                                       |
|                                       | Movimiento Patriótico de Liberación      | 795                                   | 0,12                                  |                                       |                                       |                                       |                                       |
| Votos positivos                       | Votos positivos                          | 678.542                               | 96,77                                 |                                       |                                       |                                       |                                       |
| Votos en blanco                       | Votos en blanco                          | 19.884                                | 2,84                                  |                                       |                                       |                                       |                                       |
| Votos nulos                           | Votos nulos                              | 2.748                                 | 0,39                                  |                                       |                                       |                                       |                                       |
| Participación                         | Participación                            | 701.174                               | 87,23                                 |                                       |                                       |                                       |                                       |
| Electores registrados                 | Electores registrados                    | 803.840                               | 100                                   |                                       |                                       |                                       |                                       |
| Fuente:                               |                                          |                                       |                                       |                                       |                                       |                                       |                                       |

#### Electos
| Sección Electoral | Senador                    | Partido | Partido               |
| ----------------- | -------------------------- | ------- | --------------------- |
| 1ª                | Eduardo Francisco Escayol  |         | Partido Justicialista |
| 1ª                | Luis Bernardo Ferro        |         | Partido Justicialista |
| 1ª                | Antonio Rodríguez          |         | Partido Justicialista |
| 1ª                | Leopoldo Manuel Orquín     |         | Unión Cívica Radical  |
| 1ª                | Marcelino Oscar Igesias    |         | Unión Cívica Radical  |
| 1ª                | Jorge Zapata Mercader      |         | Partido Demócrata     |
| 2ª                | Pedro Jacobo Farllén       |         | Partido Justicialista |
| 2ª                | Alfredo Luis Ghilardi      |         | Partido Justicialista |
| 2ª                | Roberto Francisco Gallardo |         | Partido Justicialista |
| 2ª                | León Víctor Chade          |         | Unión Cívica Radical  |
| 2ª                | Juan Carlos Vaquer         |         | Unión Cívica Radical  |
| 3ª                | Santiago Ángeles Teruel    |         | Partido Justicialista |
| 3ª                | Fortunato Luis Lo Bello    |         | Partido Justicialista |
| 3ª                | Ulpiano Ricardo Suárez     |         | Unión Cívica Radical  |
| 3ª                | José Isidro Mema           |         | Unión Cívica Radical  |
| 4ª                | Arnaldo Alfonso            |         | Partido Justicialista |
| 4ª                | Aurelio Roldán             |         | Partido Justicialista |
| 4ª                | Héctor Salvador Marín      |         | Unión Cívica Radical  |
| 4ª                | Emilio Padilla             |         | Unión Cívica Radical  |